# Raffaello Guzman
Raffaello Guzman (Brescia, 23 luglio 1905 – Roma, settembre 1984) è stato un giornalista e aviatore italiano.

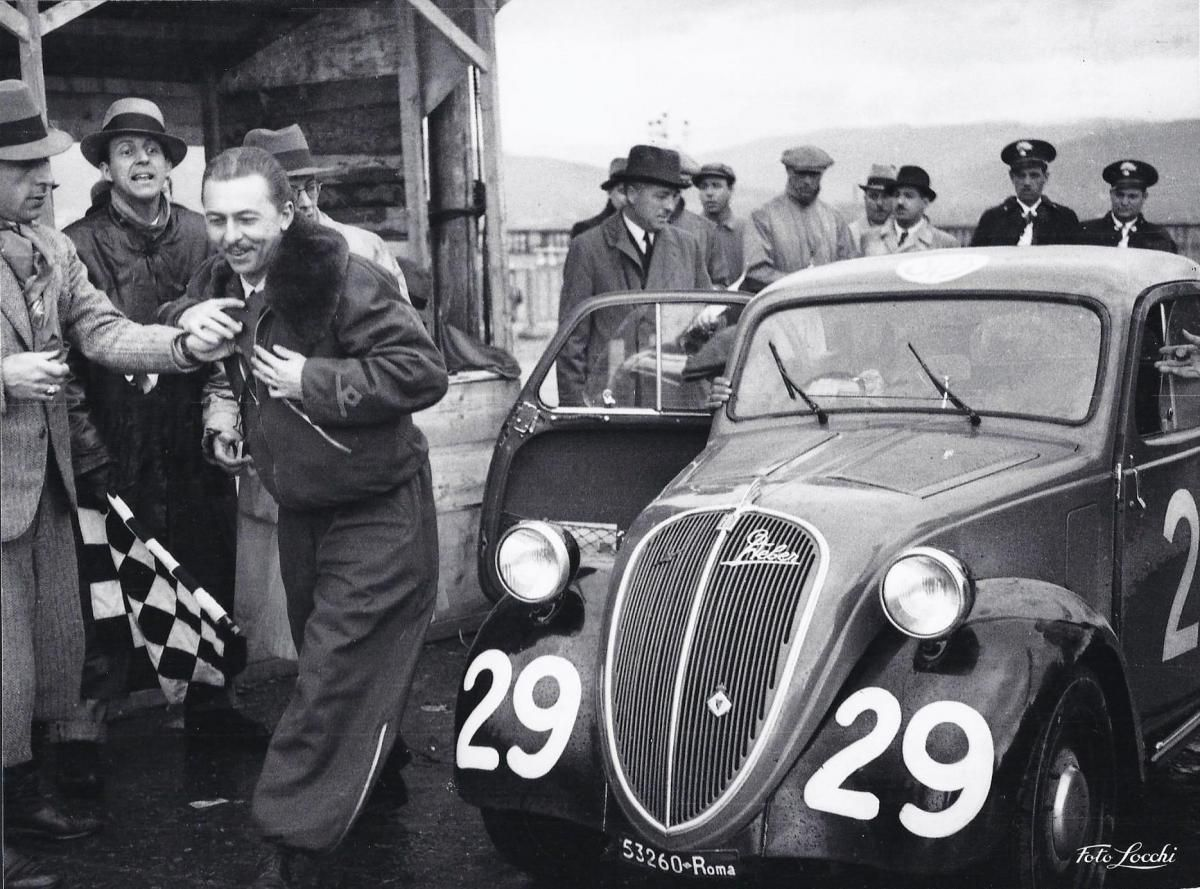
Mille Miglia, 1937. Fiat 500 "Testa Siata"

Fu un noto corrispondente di guerra, militando attivamente nelle file della Regia Aeronautica durante la seconda guerra mondiale. Dopo la fine della guerra lavorò per molto tempo al quotidiano Il Tempo, come giornalista aeronautico e automobilistico. Fu tra i fondatori dell'Unione giornalisti aerospaziali italiani, della quale fu anche presidente.

## Biografia
Nacque a Brescia il 23 luglio 1905 da una nobile famiglia siciliana, laureatosi in giurisprudenza si avviò della carriera giornalistica seguendo le gare automobilistiche, e diventando ben presto una delle firme più prestigiose del giornalismo sportivo italiano. Verso la prima metà degli anni trenta iniziò a interessarsi del mondo aeronautico. Divenuto redattore del quotidiano Il Messaggero nel 1932, l'allora segretario della Reale Unione Aeronautica Italiana si assicurò i suoi servigi destinati a pubblicizzare il mondo dell'aviazione italiana allora in piena espansione. Nel 1937 seguì le fasi del Raduno Aeronautico del Littorio, effettuando anche collegamenti radiofonici per l'EIAR.. Intervista nel 1937, in collaborazione con Fulvio Palmieri, per il settimanale radiofonico Voci dal mondo Bruno Mussolini e Attilio Biseo alla partenza del volo dei Sorci Verdi.  Arruolatosi volontario nella Regia Aeronautica, conseguì dapprima il brevetto di pilota, e poi quello di pilota militare della specialità caccia.

### Seconda guerra mondiale
Con l'entrata in guerra dell'Italia, il 10 giugno 1940, fu richiamato in servizio nelle Regia Aeronautica, ma destinato al svolgere il ruolo di Corrispondente di guerra. A bordo di un velivolo Saiman 202, che gli era stato assegnato in dotazione  personale, visitò i teatri operativi dell'Africa settentrionale, Albania, e poi dell'Unione Sovietica. Allora corrispondente del quotidiano bolognese Resto del Carlino fu il primo giornalista ad entrare a proprio rischio e pericolo, in quanto non aveva ottenuto il necessario permesso dalla autorità militari tedesche, nella città di Odessa appena conquistata dalla Wehrmacht. Percorse il fronte russo a bordo del proprio velivolo, scrivendo i servizi giornalistici a bordo dello stesso, prima di inoltrarli in Italia. Dopo la guerra fu chiamato a lavorare presso il quotidiano Il Tempo da Renato Angiolillo, rimanendovi fino alla morte. Nel 1957 fondò l'Unione giornalisti aerospaziali italiani della quale fu per molti anni presidente e poi presidente onorario. Fu anche direttore editoriale del mensile Oltre il cielo.

### Automobilismo
Oltre all'aviazione fu un noto giornalista automobilistico, tanto che Enzo Ferrari in un suo libro lo designò il "barone blu del motorismo". Attivo già prima della guerra, seguì tra l'altro il 7º Gran Premio di Tripoli tenutosi nel maggio 1933, il 1º Giro Automobilistico d'Italia Coppa d'Oro del Littorio 1934, e nel 1936 corse nell'annuale edizione della Mille Miglia in coppia con Giovanni Palelli, risultando vincitore della propria categoria (classe G) a bordo di una Fiat 508 Sport “Balilla”.
Nel dopoguerra seguì molte edizioni della Targa Florio, nel 1953 compì un rally giornalistico e sportivo per l'Italia a bordo sulla sua Fiat 1100, organizzò a Jesolo il Rally dei giornalisti (nove edizioni, l'ultima delle quali tenutasi nel 1963) e fu direttore dei mensili Tuttomotori e Rotosei. Collaborò anche a Pirelli, rivista d'informazione e tecnica, uscita in tre numeri nel 1950.
Si spense dopo brevissima malattia nel settembre 1984, all'età di 79 anni.

## Opere
- L'autoveicolo a gasogeno e le sue benefiche ripercussioni sull'economia nazionale italiana: per affrancare l'Italia dal giogo dell'importazione dei carburanti, N. Zanichelli Editore, Bologna, 1935

### Pubblicazioni
- Raffaello Guzman, Il Tempo, 29 maggio 1977.
- Armando Silvestri, Raffaello Guzman, in Rivista Aeronautica, n. 4, Roma, Stato Maggiore dell'Aeronautica Militare, 1985,  pp. 110-113.
- Giuseppe Ciampaglia, Cento anni di giornalismo aeronautico italiano 1900-2000, Edizione dell'Autore. Roma 2005=.